# Nicolas Bion
 (novembre 2013).
Si vous disposez d'ouvrages ou d'articles de référence ou si vous connaissez des sites web de qualité traitant du thème abordé ici, merci de compléter l'article en donnant les références utiles à sa vérifiabilité et en les liant à la section « Notes et références ».
Pour les articles homonymes, voir Bion.
Nicolas Bion, né en 1652, mort à Paris en 1733, est un ingénieur et cosmographe français, constructeur d'instruments de mathématiques.

## Biographie
Il était l'ingénieur de Louis XIV pour les instruments de mathématiques.
Dans sa première édition concernant les instruments mathématiques, en 1705, il décrit avec détails pour la première fois le fonctionnement d'un stylo à plume  à réservoir, soit  bien avant le dépôt de brevet par Edson WATERMAN en 1883.

## Œuvres
On lui doit les ouvrages suivants : 
- Usage des globes célestes et terrestres et des sphères, suivant les divers systèmes du monde (1699, in-8°)
- Traité de la construction et des principaux usages des instruments de mathématiques (1709, petit in-4°)
- Description et usage d'un planisphère nouvellement construit (1727, in-12).

## Source
Larousse du XIXe S.